# LG Vu 3
LG Vu 3 è uno ibrido smartphone/tablet ("phablet") Android, presentato nel mese di settembre 2013. Il suo schermo da 5.2 pollici è di una dimensione tra quella di smartphone tradizionali, e tablet. Ha un processore da 2.26 GHz quad-core Krait 400 CPU con GPU Adreno 300. Il "phablet" ha a bordo Android 4.2.2 Jelly Bean.